# RAMS
En ingeniería, el término RAMS (acrónimo inglés de reliability, availability, maintainability and safety) se utiliza para caracterizar un producto o sistema según sus capacidades siguientes:
- Confiabilidad: capacidad para realizar una función específica, se puede dar como confiabilidad de diseño o confiabilidad operativa.
- Disponibilidad: capacidad de mantener un estado de funcionamiento en el entorno dado.
- Mantenibilidad: capacidad de recibir un mantenimiento oportuno y fácil (incluido el servicio, la inspección y control, la reparación y/o la modificación).
- Seguridad: capacidad de no dañar a las personas, el medio ambiente o cualquier activo durante el ciclo de vida completo.